# 第10特攻戦隊
第10特攻戦隊（だいじゅうとっこうせんたい）は、大日本帝国海軍が本土決戦に備えて編成した特攻用潜水艇の戦隊の一つである。他の特攻戦隊が鎮守府に属して沿岸防御を担当したのと異なり、連合艦隊に属し、沿岸防御の前段階にあたる沖合防御や豊後水道の防御を担当することが予定された。

## 概容
第10特攻戦隊は、1945年（昭和20年）3月20日に編成された。沖合での機動特攻用と言うことで、比較的に高性能な特殊潜航艇の蛟龍を主要装備とし、ほかに旗艦用の輸送潜水艦「波109」「波106」などを有した。当初は「波109」と第101突撃隊だけの戦力だったが、次第に大浦突撃隊や小豆島突撃隊の編入などで増強された。

## 編制
- 第101突撃隊（機動特攻用）
- 第102突撃隊（機動特攻用）
- 大浦突撃隊 - 倉橋島大浦崎
- 小豆島突撃隊 - 小豆島